# Світанок (Бориспільський район)

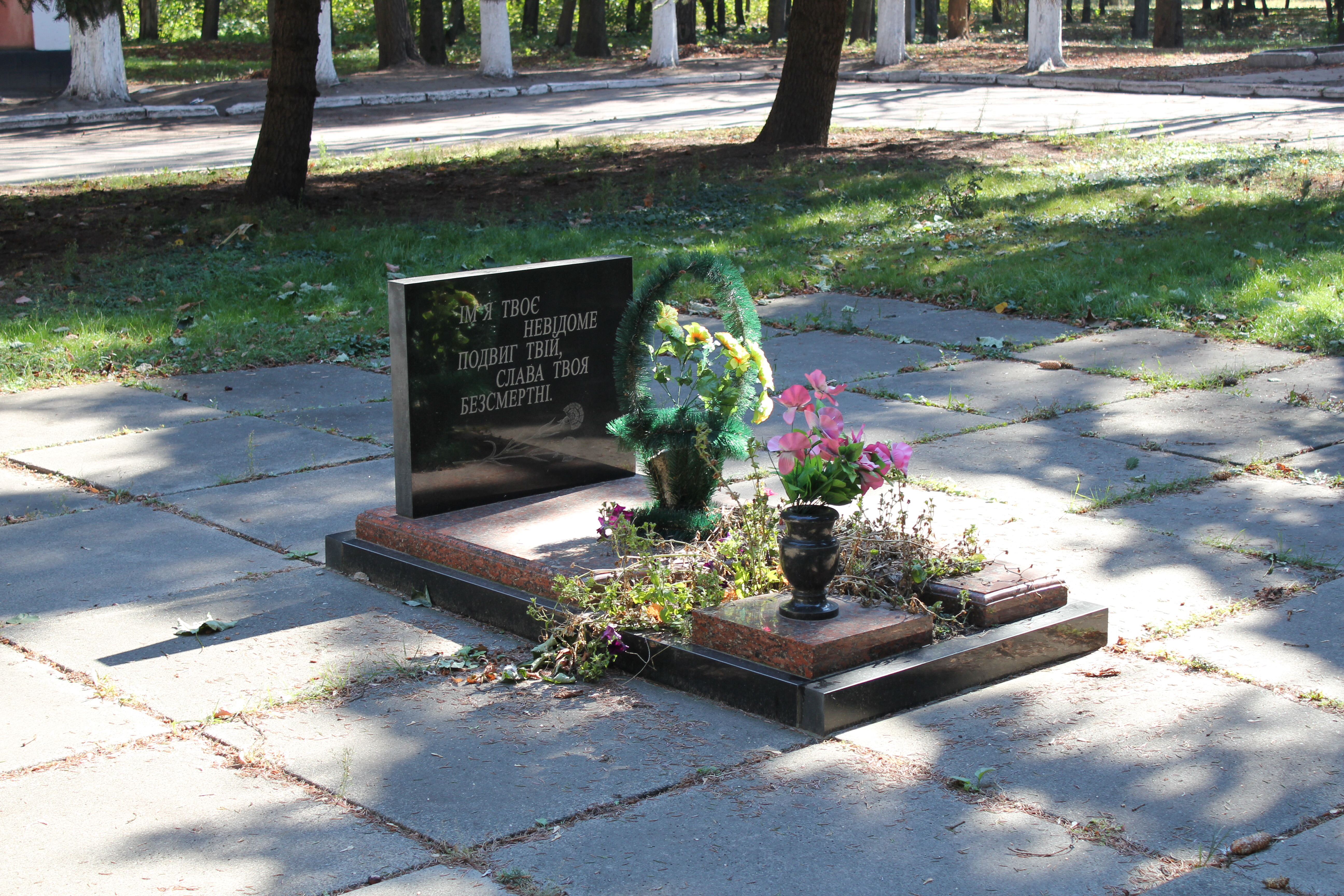
Могила радянського льотчика, село Світанок, біля будинку культури

Світа́нок — село в Україні, в Бориспільському районі Київської області. Входить до складу Циблівської сільської громади. Населення становить 704 осіб.

## Історія
Датою заснування села Світанок вважається 1932 рік. Насправді ж, на цих безлісних і майже безводних двох тисяч гектарів чорнозему задовго до цього страшного року — року початку Голодомору, жили в своїх хутірцях і працювали на своїх ланах українці-землероби. Найзаможнішим з-поміж них був Пампушка, якого розкуркулили при колективізації і разом з дружиною та п'ятьма дітьми вивезли на Соловки. Жоден з них не повернувся. Прізвища інших хуторян не збереглися, за винятком Кошель, проте ще на початку 60-х років ХХ століття здичавілі сади їхніх осель називали за їхніми іменами: Гришин сад, Васильків сад, і, звісно ж був ще й Кошелів сад. А ближче до рожка озерещанського лісу, до тих таки 1960-х років, жила велика родина на прізвище Мичка.
Успішно провівши колективізацію, районне начальство залишило майже всі перелічені господарства без господарів, а землю — без землеробів. (Так було по всій Україні. Як наслідок-штучний голодомор.) Тоді й вирішили із навколишніх сіл, що одвіку тулилися поближче до річок, боліт, чи ставків якось заманили на ці землі селян. Отож, у Хоцьках, Озерищі, Софіївці, Віненцях, Лецьках, Пологах- Вергунах, Пологах-Чобітках та Пологах-Яненках влада оголосила, що в господі Пампушки поставили великий казан з баландою й тим, хто захоче там жити й працювати, її видаватимуть безкоштовно. Охочих набралося 6 неодружених дівчат від 17 років і 12 таких само неодружених хлопців. Над ними поставили бригадира й назвали це утворення «15-річчя Жовтня» (в радгоспі ніхто не помер з голоду, в той час, як у Пологах-Яненках із 4 тисяч людей вимерло понад 2 тисячі, а у Віненцях — кожен третій).
Під цією назвою поселення проіснувало аж до 1965 року, коли після проведення конкурсу на найкращу назву, й стало Світанком. Стосовно автора самої назви існують дві версії. Перша- офіційна назву придумав один із першопоселенців (тих 12 хлопців)- Максим Буряк. Друга — напівдетективна: назву придумав молодий, на той час, романтичний водій місцевого радгоспу, поет-аматор Олексій Кононенко, а покійні тепер Максим Буряк та керуючий радгоспу Іван Дереча привласнили цю назву, оскільки за неї належала премія в двадцять п'ять карбованців, яку вони чесно й поділили між собою.

## Населення

### Мова
Розподіл населення за рідною мовою за даними перепису 2001 року:
| Мова            | Кількість | Відсоток |
| --------------- | --------- | -------- |
| українська      | 683       | 97.02%   |
| російська       | 20        | 2.84%    |
| інші/не вказали | 1         | 0.14%    |
| Усього          | 704       | 100%     |

| Україна | Це незавершена стаття з географії України. Ви можете допомогти проєкту, виправивши або дописавши її. |

1. ↑  Рідні мови в об'єднаних територіальних громадах України — Український центр суспільних даних